# ليونان خوسي فالاندرو
ليونان خوسي فالاندرو (20 أكتوبر 1995 في البرازيل - ) هو لاعب كرة قدم برازيلي في مركز الدفاع.

## روابط خارجية
- ليونان خوسي فالاندرو على موقع قاعدة بيانات كرة القدم.إي يو (الإنجليزية)
- ليونان خوسي فالاندرو على موقع Soccerway.com (الإنجليزية)